# Abraham de Jong
Abraham (Bram) de Jong (Heemse, 20 november 1916 – Aerdenhout, 14 april 1978) was tijdens de Tweede Wereldoorlog officier in de Koninklijke Marine.

## Levensloop
Bram de Jong was de jongste zoon van Broer de Jong, predikant van de Bonifaciuskerk in Medemblik, en zijn vrouw Sara Maria van Houten. Na zijn eindexamen gymnasium-B aan het Christelijk Lyceum in Haarlem studeerde hij eerst een jaar scheepsbouwkunde aan de Technische Hogeschool in Delft. Zijn eigenlijke ambitie was te dienen in de Koninklijke Marine, en in 1937 werd hij als adelborst voor de zeedienst toegelaten tot het Koninklijk Instituut voor de Marine te Willemsoord (Den Helder). Op 1 april werd hij beëdigd en benoemd tot luitenant-ter-zee der derde klasse.

### Gevechten tijdens de Duitse inval
In april 1940 werd De Jong benoemd tot oudste officier van (rivier)kanonneerboot Hr.Ms. Freyr. Hij nam daarop deel aan het eerste gewapend treffen met de Duitse legermacht bij Arnhem en daarna aan de gevechten bij de Grebbelinie.
Op 14 en 15 mei 1940 trachtte de Freyer naar Engeland te ontkomen, maar in Amsterdam werd het schip door het bevoegd gezag de uitvaart en verdere actie verboden nadat de capitulatie getekend was. Het schip werd daarna door de bemanning bij de Oranjesluizen tot zinken gebracht. Daardoor bleef De Jong in Nederland achter.
Met enkele gelijkgezinde jonge marineofficieren bleef hij echter zoeken naar mogelijkheden om naar Engeland te komen. Nadat de Duitse bezetter begin 1941 hem en andere aanvankelijk op erewoord vrijgelaten Nederlandse marineofficieren verplicht had om zich dagelijks te melden in Den Helder, vreesde hij voor volledige internering en daarna krijgsgevangenschap. Met enkele marinevrienden beraamde hij vervolgens op de KR&ZV "Het Spaarne" een ontsnappingsplan met behulp van zijn twaalfvoetsjol. Zij wisten dat een eerdere poging tot overtocht met een twaalfvoetsjol mislukt was doordat het bootje niet voldoende zeewaardig was. De betrouwbare Helderse zeilmaker Pieter Barends maakte daarom een grote buiskap voor de jol en verhoogde de boorden met zeildoek, dat hij donker had gemaakt door het eerst te dopen in een bad met Oost-Indische inkt. Ook werd een buitenboordmotor gevonden voor de overtocht.

### Ontsnapping naar Engeland in twaalfvoetsjol
Medio april 1941 was de jol voor de overtocht klaar. Eerst testten De Jong en zijn KIM-genoot Jan Jacob Storm van 's Gravesande de waakzaamheid van de Duitse marineautoriteit in Den Helder uit door enkele keren een dag niet te komen opdagen voor het appel. Toen ze daarna uitlegden dat ze door het zeilen niet op tijd terug in Den Helder hadden kunnen zijn, toonde men van Duitse zijde begrip.
Op 28 april 1941 waren de weersomstandigheden goed. Het was nieuwe maan en daardoor stikdonker, het motregende en het was springtij/hoogwater. Er waaide een zwak aflandig windje en er was haast geen deining. Het drietal vertrok om 10 uur 's avonds op de fiets vanuit Catrijp, zwaarbeladen met buitenboordmotor, benzine, water, voeding, zwemvesten en extra kleren. Om half elf waren ze bij de jol, vlak bij de dijk. Ze verstopten zich goed en nadat een Duitse patrouille was gepasseerd, werden de spullen op het strandje bij de dijk gedeponeerd. Ze wisten uit eerdere observaties dat een volgende patrouille pas over twee uur weer zou komen, dus ze hadden alle tijd. De mannen haalde snel het wagentje op bij de boer, zetten de zware houten jol erop en renden in looppas met hun vracht over de landweg en naar het top van de dijk. De afdaling over de basaltblokken naar het strandje was moeilijker dan gedacht, doordat een van de wielen van het karretje het begaf. Daardoor moest de jol gedeeltelijk gedragen worden. De jol ging rap te water, de bagage erin, en De Jong en Storm stapten snel in. Coolhaas stond tot zijn middel in het ijskoude water om de jol vrij van de grond te houden. Daarna duwde hij hen af en wenste hen behouden vaart. Coolhaas snelde met het karretje weer terug naar de boerderij, stapte op zijn fiets – met één fiets aan de hand – en was nog net voor spertijd (12 uur) thuis in Catrijp.
Een paar dagen later deed hij de brieven op de bus naar het Duitse commando in Den Haag, waarin beide Engelandvaarders hun uit juli 1940 stammende erewoordverklaring dat zij niets tegen de Duitse bezetter zouden ondernemen, introkken. Ook lichtte Coolhaas de ouders van beide mannen in over het geslaagde vertrek van hun zoons.
Intussen waren De Jong en Storm de zee op geroeid. Met de wind mee roeiden ze om beurten tot ze ver uit de kust waren, uit vrees dat anders Duitse patrouilles op land of oorlogsschepen hen zouden horen. Bij dag passeerde rakelings een Duits konvooi. Ze gingen plat op de bodem van de jol liggen en werden niet opgemerkt. Daarna probeerden ze de buitenboordmotor te starten. Wat ze echter ook probeerden, de motor sloeg niet aan, ook al hadden ze die voor vertrek grondig getest. Ten einde raad zetten ze de motor overboord en besloten ze de zeilen te hijsen. Met de oostenwind kwamen ze vlot vooruit. Tot zover hadden ze geluk. De tweede dag werd het weer slechter en ging het harder waaien. Storm kreeg koorts, maar hield zich staande door aspirine te slikken. Op 30 april bleef de wind fors verder toenemen, en de golven werden steeds hoger. Door vermoeidheid zagen de beide mannen op een gegeven moment geen kans meer om de kop van de jol op de aanschietende golven te houden. Een dwarszee sloeg over de boot heen. Van het ene moment op het andere was de jol vol met water en lagen beide mannen in het water. Alle spullen waren overboord geslagen. Door hun zwemvesten bleven ze drijven. Ze konden zich vastklampen aan de nog net drijvende jol. Ze riepen elkaar toe dat ze moesten volhouden. Tegen de avond werd het tweetal, moe en versuft, opgemerkt door een Britse torpedobootjager en aan boord genomen.
Daar kregen ze droge kleren, en vervolgens werd het tweetal die avond nog naar Orfordness gebracht. De Engelsen waren niet zeker van het verhaal van de beide jonge officieren, omdat zij zich niet konden voorstellen dat zo'n klein bootje de overtocht had kunnen maken. Eerder waren Duitse spionnen aan de Britse oostkust vanuit een Duitse onderzeeër in een houten bootje overgezet, waarmee ze de kust probeerden te bereiken – totdat ze werden opgepikt door de Engelsen. De Nederlanders werden daarom overgebracht naar het politiebureau van Orford, waar ze een bed kregen en overnachtten. De volgende dag kwam iemand uit Londen over, die hen als Nederlandse marineofficieren identificeerde.

### Londen
Na de gebruikelijke verhoren en debriefing werden beide mannen door koningin Wilhelmina ontvangen. Later dat jaar werden ze voor hun dapper optreden onderscheiden met het Bronzen Kruis (KB van 6 november 1941).
In Londen begonnen de problemen. Beide mannen wilden terug naar Nederland om tegen de Duitsers te vechten. Voor de in Londen zetelende regering kon daarvan echter geen sprake zijn: beide mannen waren immers in juli 1940 in vrijheid gesteld nadat ze de erewoordverklaring hadden getekend dat ze geen handelingen zouden verrichten tegen de Duitse bezetter. De regering mocht daarom op grond van het Landoorlogsverdrag van 1907 van hen geen diensten vorderen die strijdig waren met het gegeven woord. De Jong en Storm dachten daar heel anders over: door de erewoordverklaring terug te sturen, achtten zij zich in juridische zin vrij om de strijdbijl tegen Duitsland op te nemen. De minister van Defensie bedacht toen de oplossing dat ze wel naar Nederlands-Indië konden worden uitgezonden. Op die manier hoefden ze de  wapens niet tegen Duitsland op te nemen.
De Jong en Storm waren hierover zeer verbolgen. De Jong schreef de minister zelfs een brief dat hij weigerde naar Nederlands-Indië te gaan, en wilde wachten "tot daaromtrent bij de Nederlandsche regering gezondere denkbeelden zijn doorgedrongen". Uiteindelijk zwichtten beide officieren voor de op hen uitgeoefende druk en vertrokken zij naar Nederlands-Indië. 

### Oorlogsjaren

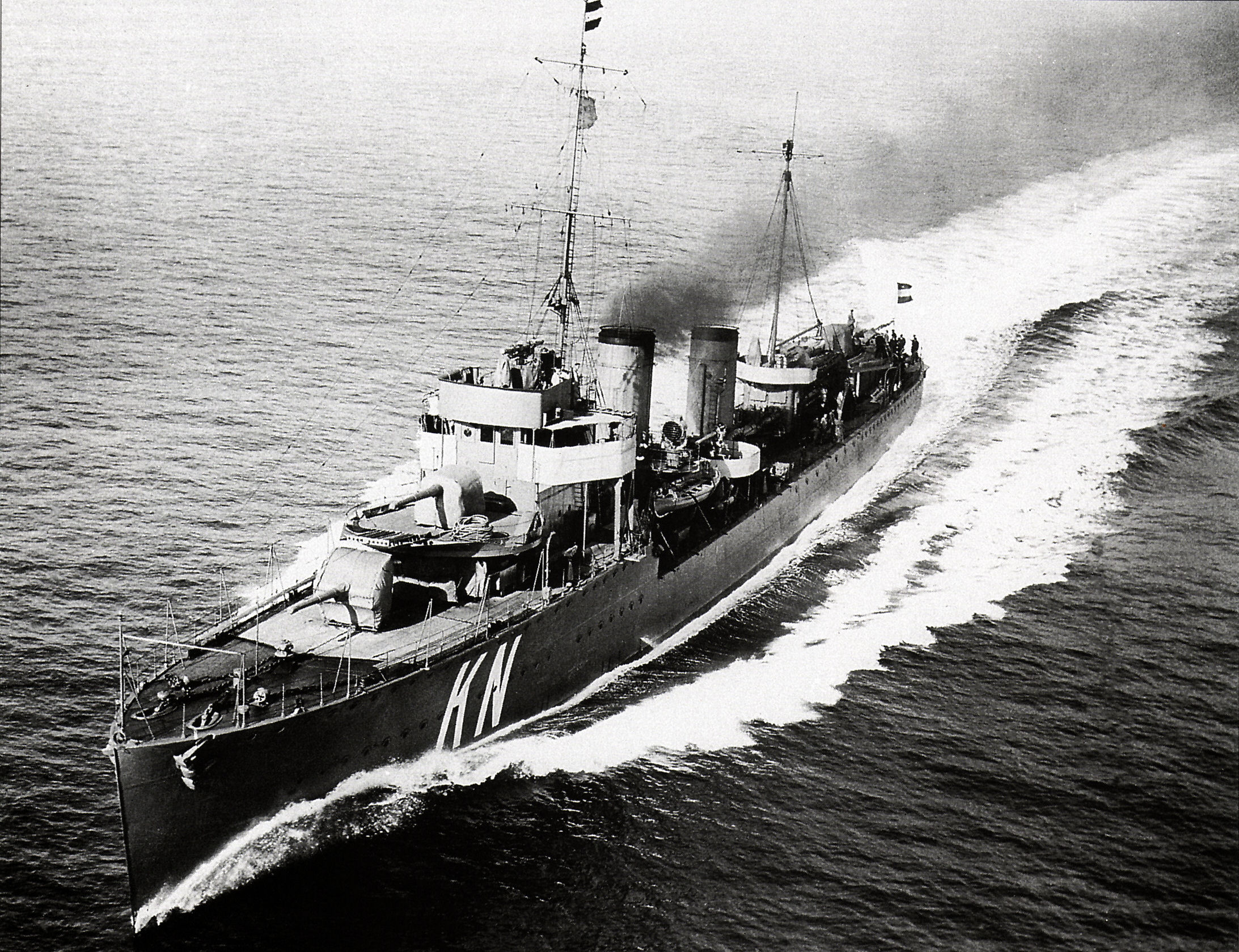
Kortenaer

Daar kwamen zij met de SS Ulysses op 25 augustus 1941 aan. De Jong werd geplaatst op de HMS Kortenaer. Daar was hij betrokken bij diverse acties tegen de Japanse opmars. De Kortenaer was betrokken bij de evacuatie van Singapore, Palembang en Oosthaven. In de Slag in de Javazee werd dit schip op 27 februari 1942 door een Japanse torpedo tot zinken gebracht. Een relatief groot aantal opvarenden overleefde de snelle ondergang (het schip brak in twee stukken) dankzij de reddingsvlotten die in opdracht van eerste officier Ru Crommelin waren losgemaakt. De ongeveer honderd overlevenden werden door de HMS Encounter naar Soerabaja teruggebracht. Zijn vriend en eerdere reisgezel Storm sneuvelde aan boord van het vlaggenschip van schout-bij-nacht Doorman.
In maart 1942 werd De Jong uit Java, via Ceylon, naar Engeland geevacueerd, waar hij in mei aankwam. Na een commando- en saboteursopleiding in Schotland werd hij naar Australië overgeplaatst, waar hij in opdracht van de Netherlands Forces Intelligence Service als commandant van de zeilschoener Nollie voor de kust van Nieuw-Guinea "special operations" uitvoerde (lees: spioneerde op de acties van de Japanse invasiemacht). Vanaf juli 1943 keerde hij op eigen verzoek terug naar de vloot en diende daar tot maart 1946 op de lichte kruiser Hr.Ms. Tromp. Daar was hij betrokken bij de strijd tegen Japan, en na "VJ-Day" bij de evacuatie van krijgsgevangenen en gezinnen uit Java en Siam. Tot augustus 1947 nam hij als oudste officier van Hr.Ms. korvet Ternate deel aan acties tegen smokkelaars en extremisten in de Straat Makassar en de Grote Oost. Daarna nam hij aan boord van Hr.Ms. Piet Hein in het kader van de eerste politionele actie deel aan landingsoperaties op Oost-Java met de mariniersbrigade.

### Na de oorlog
In augustus 1947 keerde De Jong terug naar Nederland. Hij was op 21 oktober 1944 getrouwd met de Australische Joyce Lilian Medcalf. Zij kregen vijf kinderen. Zijn verdere loopbaan speelde zich af in de Koninklijke Marine. Van 1959 tot 1962 was hij marineattaché aan de Nederlandse ambassade in Bonn. Hij eindigde zijn loopbaan in 1968 als kapitein-ter-zee commandant Maritieme Middelen Amsterdam. Hij overleed in 1978.

### Armbandje
Tijdens de overtocht naar Engeland in 1941 verloor De Jong een zilveren armbandje met een identificatieplaatje. Dit werd door Willem van Ingen eind jaren tachtig tijdens een dagje makreelvissen op de Noordzee teruggevonden. Het opschrift was bijna niet meer te lezen en de armband verdween in een kast. Na 25 jaar werd het daar in 2013 teruggevonden en alsnog ontcijferd. Het armbandje werd aan de oudste zoon, Ian de Jong, gegeven. De inscriptie luidt:
Het nummer 583 verwijst naar zijn marinenummer, het adres in Medemblik was van de Nederlands-hervormde pastorie in Medemblik, waar zijn ouders toen woonden.